# Diepenbeek
Diepenbeek är en ort och kommun i Belgien.   Den ligger i provinsen Limburg och regionen Flandern, i den östra delen av landet, 80 km öster om huvudstaden Bryssel. Antalet invånare är 18 244. Diepenbeek gränsar till Kortessem.
Förutom centralorten finns i kommunen byarna Bijenberg, het Crijt, Dorpheide, Keizel, Lutselus, Pampert, Piannesberg, Reitje, Rooierheide, Rozendaal och Zwartveld.
Omgivningarna runt Diepenbeek är en mosaik av jordbruksmark och naturlig växtlighet. Runt Diepenbeek är det tätbefolkat, med 257 invånare per kvadratkilometer.